# Taça de Portugal 2007-2008
La Taça de Portugal 2007-2008 è la 68ª edizione del torneo. È iniziata il 2 settembre 2007 e si è conclusa il 18 maggio 2008. Lo Sporting Lisbona ha vinto il trofeo battendo ai tempi supplementari il Porto.

## Terzo turno
| Squadra 1          | Risultato       | Squadra 2           |
| ------------------ | --------------- | ------------------- |
| 7-18 novembre 2007 |                 |                     |
| Gil Vicente        | 2 – 1           | Estoril Praia       |
| Penafiel           | 1 – 0           | Varzim              |
| Abrantes           | 4 – 2 (dts)     | Espinho             |
| Atlético do Cacém  | 0 – 1           | Real SC             |
| Barreirense        | 2 – 4           | Desp. Aves          |
| Beira-Mar          | 1 – 0           | Amarante            |
| Cartaxo            | 1 – 3           | Serzedelo           |
| Cova da Piedade    | 1 – 0           | Sesimbra            |
| Fafe               | 1 – 1 (3-5 dtr) | Juventude de Évora  |
| Fátima             | 2 – 1           | Rio Maior           |
| Fiães              | 0 – 1           | Portimonense        |
| Freamunde          | 1 – 0           | Pampilhosa          |
| Gondomar           | 0 – 1           | Feirense            |
| Lagoa              | 1 – 1 (5-4 dtr) | Pinhalnovense       |
| Leça               | 1 – 2           | Chaves              |
| Lusitânia          | 1 – 1 (6-5 dtr) | Caldas              |
| Machico            | 3 – 1           | Padroense           |
| Maria da Fonte     | 0 – 1           | Carregado           |
| Marinhas           | 0 – 2           | Louletano           |
| Merelinense        | 2 – 2 (2-3 dtr) | Anadia              |
| Messinense         | 2 – 2 (4-3 dtr) | Tirsense            |
| Monção             | 1 – 2           | Infesta             |
| Mondinense         | 2 – 2 (5-3 dtr) | Pontassolense       |
| Monsanto           | 1 – 0           | Esmoriz             |
| Nelas              | 2 – 0           | Valecambrense       |
| Oliveira do Bairro | 1 – 3 (dts)     | Santa Clara         |
| Penalva Castelo    | 0 – 1           | Torre Moncorvo      |
| Portosantense      | 0 – 2           | Moreirense          |
| Rebordosa          | 1 – 0           | Trofense            |
| Rio Ave            | 1 – 1 (5-3 dtr) | Odivelas            |
| Sanjoanense        | 0 – 1           | Camacha             |
| Sátão              | 1 – 2           | Operário dos Açores |
| Sertanense         | 5 – 0           | Fayal               |
| Covilhã            | 1 – 2           | Vizela              |
| Torreense          | 2 – 0           | 1º Dezembro         |
| Tourizense         | 0 – 2           | Atlético CP         |
| União da Serra     | 1 – 3 (dts)     | Oliveirense         |
| União Micaelense   | 0 – 1           | Valdevez            |

## Quarto turno
| Squadra 1           | Risultato       | Squadra 2          |
| ------------------- | --------------- | ------------------ |
| 7-9 dicembre 2007   |                 |                    |
| Chaves              | 0 – 2           | Porto              |
| Leixões             | 4 – 0           | Torreense          |
| Nacional            | 5 – 0           | Cova da Piedade    |
| Sporting Lisbona    | 4 – 0           | Louletano          |
| Belenenses          | 2 – 2 (4-5 dtr) | Paços Ferreira     |
| Atlético CP         | 0 – 1           | Vitória Guimarães  |
| Carregado           | 1 – 2           | Olhanense          |
| Feirense            | 4 – 1           | Lusitânia          |
| Lagoa               | 3 – 2           | Santa Clara        |
| Oliveirense         | 4 – 0           | Mondinense         |
| Operário dos Açores | 0 – 1           | Vitória Setúbal    |
| Real SC             | 0 – 1           | Desp. Aves         |
| Serzedelo           | 0 – 3           | Naval              |
| Valdevez            | 3 – 1 (dts)     | Tocha              |
| Abrantes            | 0 – 0 (6-5 dtr) | Monsanto           |
| Anadia              | 1 – 0           | Freamunde          |
| Beira-Mar           | 0 – 0 (3-2 dtr) | Torre Moncorvo     |
| Camacha             | 3 – 2           | Braga              |
| Estrela Amadora     | 4 – 2 (dts)     | Fátima             |
| Infesta             | 1 – 2           | Juventude de Évora |
| Messinense          | 0 – 2           | Gil Vicente        |
| Moreirense          | 4 – 0           | Machico            |
| Penafiel            | 2 – 1           | Vizela             |
| Sertanense          | 2 – 1 (dts)     | Portimonense       |
| União Leiria        | 2 – 0           | Nelas              |
| Rio Ave             | 6 – 1           | Rebordosa          |
| Benfica             | 3 – 1           | Académica          |

## Quinto turno
| Squadra 1          | Risultato       | Squadra 2          |
| ------------------ | --------------- | ------------------ |
| 19-20 gennaio 2008 |                 |                    |
| Porto              | 2 – 0           | Desp. Aves         |
| Beira-Mar          | 0 – 1           | Moreirense         |
| Benfica            | 1 – 0           | Feirense           |
| Vitória Setúbal    | 1 – 0           | União Leiria       |
| Sporting Lisbona   | 4 – 0           | Lagoa              |
| Oliveirense        | 0 – 1           | Marítimo           |
| Estrela Amadora    | 1 – 0           | Braga              |
| Gil Vicente        | 3 – 0           | Juventude de Évora |
| Leixões            | 1 – 0           | Anadia             |
| Naval              | 4 – 1           | Boavista           |
| Penafiel           | 1 – 1 (4-5 dtr) | Sertanense         |
| Rio Ave            | 3 – 3 (2-1 dtr) | Olhanense          |
| Vitória Guimarães  | 1 – 0           | Nacional           |
| Paços Ferreira     | 4 – 0           | Abrantes           |

## Sesto turno
| Squadra 1          | Risultato       | Squadra 2         |
| ------------------ | --------------- | ----------------- |
| 9-10 febbraio 2008 |                 |                   |
| Sporting Lisbona   | 1 – 0           | Marítimo          |
| Sertanense         | 0 – 4           | Porto             |
| Valdevez           | 0 – 3           | Moreirense        |
| Gil Vicente        | 1 – 0 (dts)     | Leixões           |
| Naval              | 3 – 1 (dts)     | Rio Ave           |
| Vitória Setúbal    | 1 – 1 (4-1 dtr) | Vitória Guimarães |
| Benfica            | 4 – 1           | Paços Ferreira    |

## Quarti di finale
| Squadra 1        | Risultato | Squadra 2       |
| ---------------- | --------- | --------------- |
| 27 febbraio 2008 |           |                 |
| Naval            | 1 – 2     | Vitória Setúbal |
| Benfica          | 2 – 0     | Moreirense      |
| Sporting Lisbona | 1 – 0     | Estrela Amadora |
| Porto            | 1 – 0     | Gil Vicente     |

## Semifinali
| Squadra 1         | Risultato | Squadra 2 |
| ----------------- | --------- | --------- |
| 15-16 aprile 2008 |           |           |
| Vitória Setúbal   | 0 – 3     | Porto     |
| Sporting Lisbona  | 5 – 3     | Benfica   |

## Finale
La finale si è disputata in gara unica allo stadio nazionale di Jamor a Oeiras il 18 maggio.
| Arbitro: | Olegário Benquerença (Leiria) |

|  |           |                 |
|  | Marcatori | 111’, 117’ Tiuí |

| Porto | Sporting CP |

### Formazioni
| Porto             |    |                        |      |      |
|                   |    |                        |      |      |
| POR               | 1  | Nuno                   |      |      |
| TD                | 13 | Jorge Fucile           |      |      |
| DC                | 2  | Bruno Alves            |      |      |
| DC                | 3  | Pedro Emanuel ()       |      |      |
| TS                | 14 | João Paulo             | 71’  |      |
| CEN               | 6  | Paulo Assunção         | 36’  | 112’ |
| CC                | 8  | Lucho González         | 113’ |      |
| CC                | 16 | Raul Meireles          | 96’  | 104’ |
| AD                | 11 | Mariano González       |      | 79’  |
| AS                | 7  | Ricardo Quaresma       |      |      |
| ATT               | 9  | Lisandro López         |      |      |
| A disposizione:   |    |                        |      |      |
| POR               | 24 | Hugo Ventura           |      |      |
| DIF               | 4  | Milan Stepanov         |      |      |
| DIF               | 15 | Lino                   |      | 79’  |
| CEN               | 17 | Tarik Sektioui         |      | 112’ |
| CEN               | 18 | Mario Bolatti          |      |      |
| CEN               | 25 | Przemysław Kaźmierczak |      | 104’ |
| ATT               | 19 | Ernesto Farías         |      |      |
| Allenatore:       |    |                        |      |      |
| Jesualdo Ferreira |    |                        |      |      |

| Sporting Lisbona |    |                   |      |      |
|                  |    |                   |      |      |
| POR              | 1  | Rui Patrício      |      |      |
| TD               | 78 | Abel              | 54’  | 90’  |
| DC               | 13 | Tonel             |      |      |
| DC               | 4  | Ânderson Polga    |      |      |
| TS               | 18 | Leandro Grimi     |      |      |
| CEN              | 24 | Miguel Veloso     |      |      |
| CC               | 28 | João Moutinho ()  |      |      |
| CC               | 7  | Marat Izmailov    |      | 76’  |
| TRQ              | 30 | Leandro Romagnoli |      |      |
| ATT              | 11 | Derlei            | 101’ | 113’ |
| ATT              | 20 | Yannick Djaló     |      |      |
| A disposizione:  |    |                   |      |      |
| POR              | 16 | Tiago Ferreira    |      |      |
| DIF              | 26 | Gladstone         |      | 113’ |
| CEN              | 8  | Ronny             |      |      |
| CEN              | 10 | Simon Vukčević    |      |      |
| CEN              | 21 | Pontus Farnerud   |      |      |
| CEN              | 25 | Bruno Pereirinha  |      | 76’  |
| ATT              | 22 | Rodrigo Tiuí      |      | 90’  |
| Allenatore:      |    |                   |      |      |
| Paulo Bento      |    |                   |      |      |